# Ca' Granda
Ca' Granda is een metrostation in de Italiaanse stad Milaan dat werd geopend op 10 februari 2013 en wordt bediend door lijn 5 van de metro van Milaan.

## Ligging en inrichting
Het station ligt onder de Viale Fulvio Testi ten noorden van het Parco Ca'Granda tussen de gelijknamige straat en de Via Salvatore Pianell in de wijk pratocentenaro. De toegangen liggen bij de tramhaltes ter hoogte van de Via Giuseppe Viadali aan weerszijden van de Viale Fulvio Testi. In de Via Giuseppe Viadali is ook een toegang met een lift voor rolstoelgebruikers. Om water buiten het station te houden zijn de trappen hoger dan het maaiveld en moeten reizigers het hoogteverschil met de straat door extra treden overbruggen. Ondergronds zijn deze toegangen met een voetgangerstunnel onder het plein met elkaar verbonden. Halverwege deze tunnel liggen de toegangspoortjes aan de noordkant en achter de poortjes dalen de reizigers af naar de verdeelhal op niveau -2. In de verdeelhal verdelen de reizigers zich afhankelijk van de gewenste rijrichting over de zijperrons die via trappen en liften aan de randen van de verdeelhal bereikbaar zijn. De naam van de wijk is langs de perrons naast de stationsnaam op de biezen aangebracht. De metrolijn ligt in een dubbelsporige tunnel die met perrondeuren van de perrons gescheiden is.